# Johan Wissman
Johan Lukas Wissman, né le 2 novembre 1982 à Helsingborg, est un athlète suédois, spécialiste du 200 et 400 m.

## Carrière
Aux Championnats d'Europe d'athlétisme de 2006 à Göteborg, il a obtenu la médaille d'argent sur 200 m en établissant un nouveau record national en 20 s 38, record qu'il bat l'année suivante. Il est également détenteur du record de Suède sur 400 m avec un temps de 44 s 56 depuis la demi-finale des Mondiaux d'Osaka en 2007.
Il met un terme à sa carrière lors des Championnats de Suède en août 2017.
Il est marié à heptathlonienne Jessica Samuelsson et attendent leur premier enfant.

## Palmarès
| Date | Compétition                     | Lieu       | Résultat | Épreuve   | Temps        |
| ---- | ------------------------------- | ---------- | -------- | --------- | ------------ |
| 2001 | Championnats d'Europe juniors   | Grosseto   | 2e       | 400 m     | 46 s 81      |
| 2003 | Championnats d'Europe espoirs   | Bydgoszcz  | 3e       | 200 m     | 20 s 43      |
| 2003 | Championnats d'Europe espoirs   | Bydgoszcz  | 4e       | 400 m     | 39 s 64      |
| 2004 | Championnats du monde en salle  | Budapest   | 2e       | 200 m     | 20 s 72      |
| 2006 | Championnats du monde en salle  | Moscou     | 4e       | 4 x 400 m | 3 min 7 s 32 |
| 2006 | Championnats d'Europe           | Göteborg   | 2e       | 200 m     | 20 s 38      |
| 2007 | Championnats d'Europe en salle  | Birmingham | 4e       | 400 m     | 46 s 17      |
| 2007 | Championnats du monde           | Osaka      | 7e       | 400 m     | 44 s 72      |
| 2007 | Finale mondiale de l'athlétisme | Stuttgart  | 4e       | 200 m     | 20 s 30      |
| 2008 | Championnats du monde en salle  | Valence    | 2e       | 400 m     | 46 s 04      |
| 2008 | Jeux olympiques                 | Pékin      | 8e       | 400 m     | 45 s 39      |
| 2008 | Finale mondiale de l'athlétisme | Stuttgart  | 8e       | 400 m     | 46 s 48      |
| 2009 | Championnats d'Europe en salle  | Turin      | 1er      | 400 m     | 45 s 89      |
| 2013 | Championnats d'Europe en salle  | Göteborg   | 6e       | 4 x 400 m | 3 min 9 s 42 |

## Records personnels
- 100 m - 10 s 44
- 200 m - 20 s 30 (record national)
- 400 m - 44 s 56 (record national)